# طلعت يعقوب
طلعت يعقوب (1944 - 17 نوفمبر 1988)، الأمين العام لجبهة التحرير الفلسطينية. من مواليد العباسية بقضاء يافا في فلسطين. كان واحداً من قادة الثورة الفلسطينية المعاصرة. شكل كتائب العودة الفلسطينية وتولى العديد من المهام القيادية. أصبح أميناً عاماً لجبهة التحرير الفلسطينية في المؤتمر الخامس والسادس، وشغل المنصب منذ 1977 حتى وفاته.
توفي إثر أزمة قلبية حادة في الجزائر العاصمة عقب انعقاد المجلس الوطني التوحيدي، ودفن في دمشق.

## حياته
لجأ مع أسرته إثر نكبة 1948 إلى مخيم عقبة جبر بجوار أريحا، وأنهى تعليمه الأساسي في مدارس وكالة الغوث في المخيم. نشط في العمل الوطني مبكراً حيث أسس في شبابه، مع مجموعة من الأصدقاء «نادي الشباب الفلسطيني» في منطقة أريحا، كما ساهم في تأسيس كتائب العمل الفدائي في بداية الستينيات من القرن الماضي.